# Григор Кондев
Григор Цветков Миджилизов Кондев е български общественик, деец на Българското възраждане в Източна Македония.

## Биография
Кондев е роден в 1835 година в Мехомия, в Османската империя, днес в България. Брат е на Иван Кондев. Баща им Цветко Кондев е представител на българите в меджлиса (околийския административен съвет), откъдето идва второто им фамилно име. Завършва училището в Мехомия и се занимава със земеделие и търговия с добитък. Става един от първенците на Мехомия и член на меджлиса.
Кондев е един от водачите на движението за самостоятелна българска църква в Разлога. В 1875 година влиза в управата на българската църковно-училищна община. В 1876 година влиза в основания революционен комитет. След разкритията на властите успява да помогне за спасяването на града чрез застъпничество пред властите.
Кондев дава пари за прокарване на водопровод в Дългата махала, за улична настълка и обществен кантар, подпомага ученици, учещи в Одрин, Самоков, Рилския манастир. След Илинденско-Преображенското въстание отново се застъпва пред властите за подложените на гонение мехомийци.